# Eagle Dynamics
Eagle Dynamics (произносится как «Игл Дайнэмикс») — международная компания-производитель программного обеспечения.
Основные направления разработки лежат в области авиационных симуляторов.

## История компании
Компания была основана в 1991 году в Москве под первоначальным названием Flying Legends («Летающие легенды»), сейчас штаб-квартира находится в Виллар-сюр-Глан, Швейцария. Позднее было открыто несколько подразделений в разных странах.
Первый проект компании — компьютерная игра, авиационный симулятор «Су-27 Фланкер» — получил положительные отзывы прессы и игроков, что способствовало появлению последователей — таких симуляторов, как «Су-27 Фланкер 2.0» и «Су-27 Фланкер 2.5». При разработке создателей игры консультировали специалисты ОКБ «Сухой» — компании-производителя самолёта Су-27.
Позднее симуляция самолёта Су-27 получила своё продолжение и в игре «Lock On: Современная боевая авиация», в которой появились также и новые модели летательных аппаратов — Су-25, МиГ-29, F-15C и A-10A и др. В 2005 году было издано продолжение — «Lock On: Горячие скалы», а 25 марта 2010 года отправилась «на золото» усовершенствованная версия под названием «Lock On: Горячие скалы 2».
Позднее компания сконцентрировала своё внимание на развитии новой серии авиационных симуляторов — Digital Combat Simulator. Продолжается выпуск «модулей» к основному симулятору, дополняющих его.
Компания также занималась разработкой продуктов на базе СУБД Oracle.
В июне 2018 года один из разработчиков компании — Олег Тищенко — был арестован в Грузии, куда он прибыл на фестиваль танцев, а позже, в начале 2019 года экстрадирован в США по обвинению в незаконном приобретении документации на истребитель F-16. Он был осужден окружным судом штата Юта к заключению на срок 12 месяцев и 1 день. Но так как срок осуждения им уже был отбыт в период следствия, после суда Олег был освобожден для самостоятельной депортации домой.

## Разработанные симуляторы
- 1995 — Су-27 Фланкер[3]
  - 1997 — Su-27 Flanker: Squadron Commander’s Edition[7]
  - 1999 — Су-27 Фланкер 2.0
  - 2002 — Су-27 Фланкер 2.5
- Серия Lock On:
  - 2003 — Lock On: Современная боевая авиация[8]
  - 2005 — Lock On: Горячие скалы[9]
  - 2010 — Lock On: Горячие скалы 2[10]
- Серия Digital Combat Simulator:
  - 2008 — Digital Combat Simulator
  - 2008 — DCS: Ка-50: Чёрная акула
  - 2011 — DCS: A-10C Warthog
  - 2011 — DCS: Ка-50: Чёрная акула 2[11]
  - 2012 — DCS: Flaming Cliffs 3
  - 2012 — DCS: P-51D Mustang
  - 2018 — DCS: World 2.0
  - В разработке — DCS: AH-64D